# Kaxås Betania

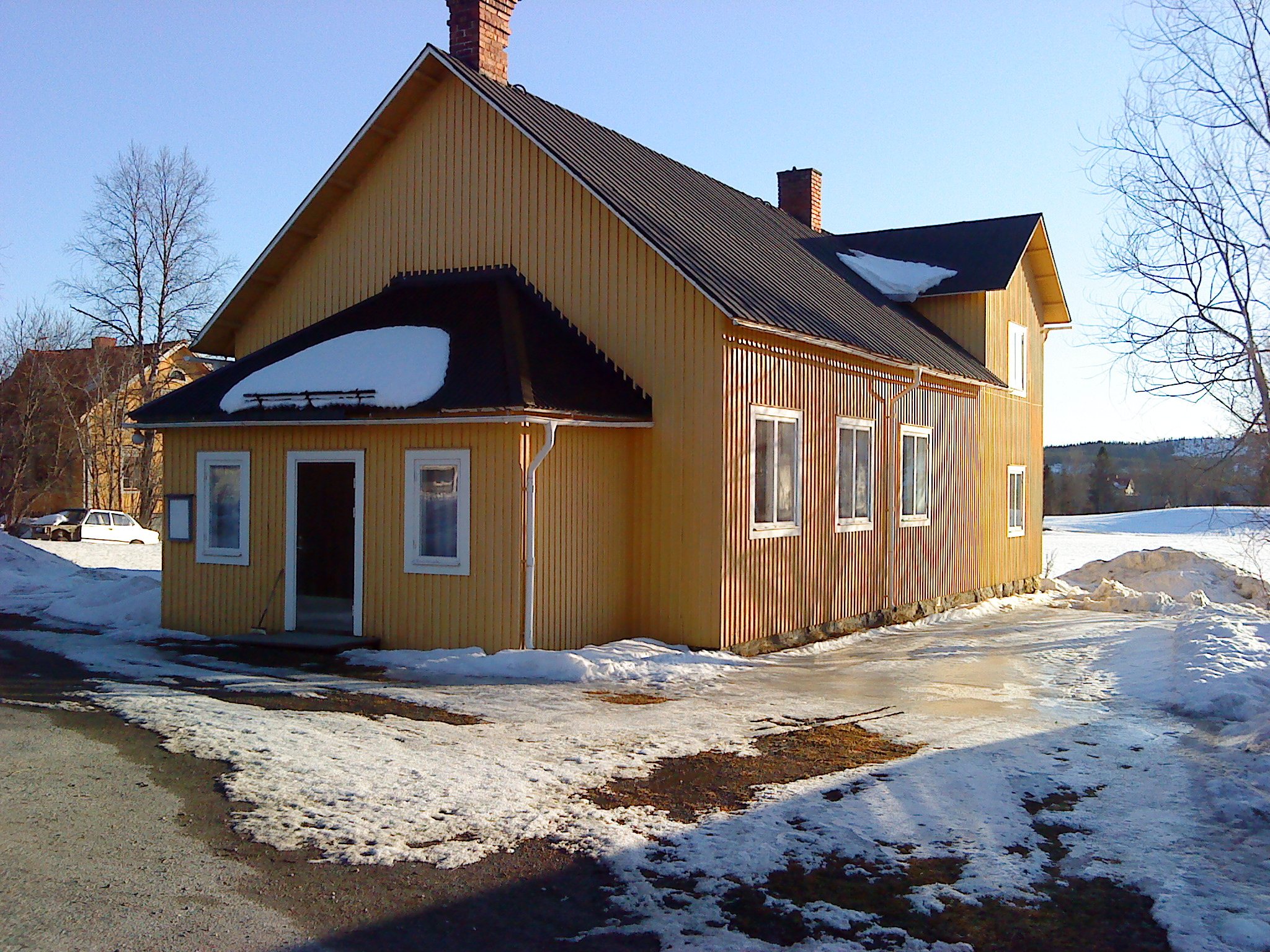
Kaxås Betania.

Kaxås Betania är ett frikyrkokapell tillhörande Kaxås baptistförsamling i Kaxås, Offerdals socken, Krokoms kommun i Jämtland.
Kaxås baptistförsamling bildades år 1910. Det första dopet hölls i Hällsjön redan år 1909. Baptistkapellet är beläget i centrala Kaxås.